# Statue équestre du général Beauregard
Pour les articles homonymes, voir Beauregard.
La statue équestre du général Beauregard, en l'honneur de Pierre Gustave Toutant de Beauregard, est une œuvre d'Alexander Doyle.
Elle a été officiellement dévoilée en 1915 à La Nouvelle-Orléans, en Louisiane, à l'intersection de la Carrollton Avenue (en) et de l'Esplanade Avenue (en) à l'entrée principale du City Park, sur Beauregard Circle.
La statue a été ajoutée au registre national des lieux historiques en 1999.
En 2017, la statue a été retirée dans le cadre d'une vague de démontages de représentations de personnalités confédérées. À cette occasion, une capsule temporelle est retrouvée.

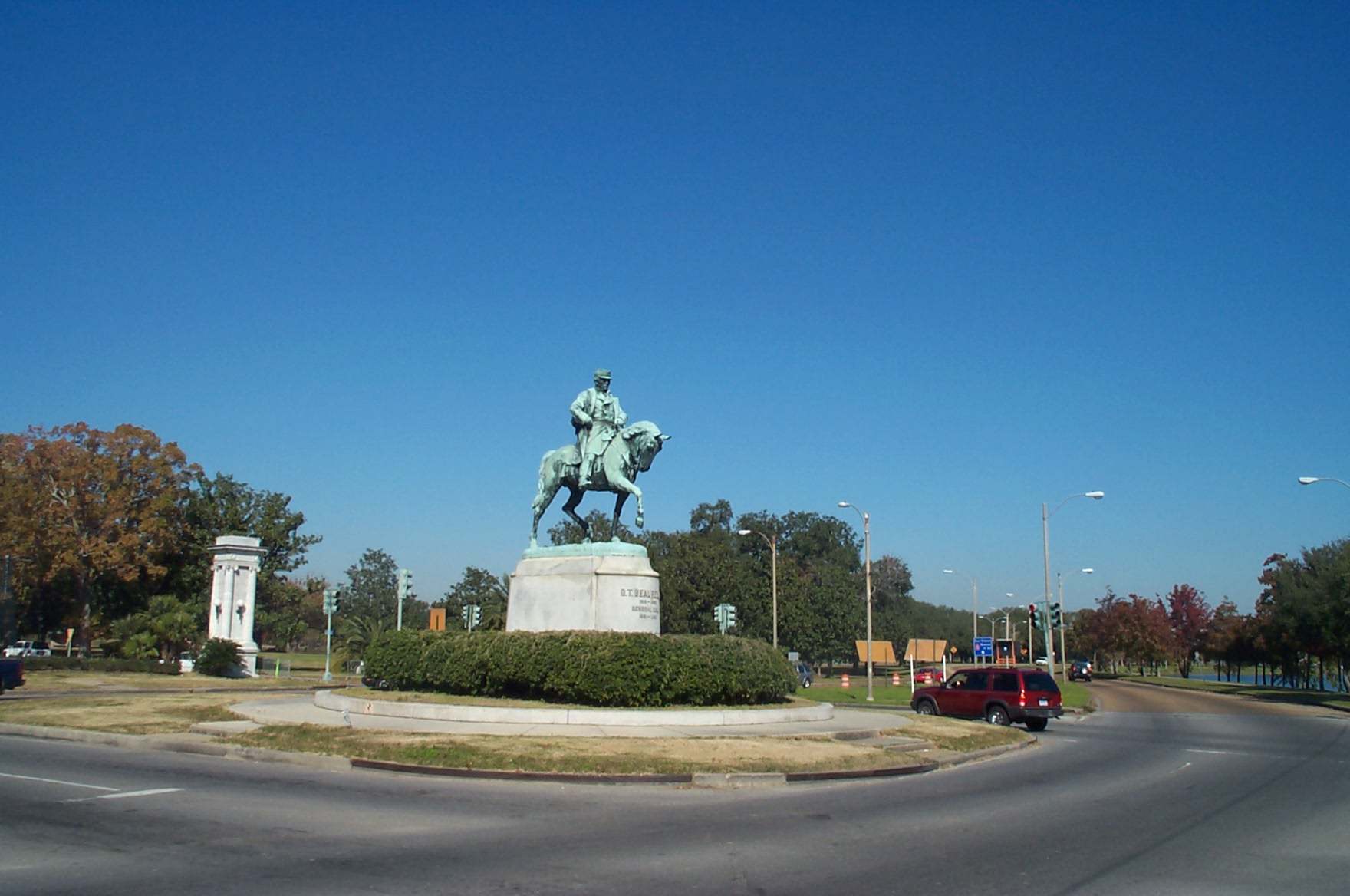
Statue équestre du général Beauregard.